# إطلاق نار ممفيس 2022
إطلاق نار ممفيس 2022 في حوالي الساعة 4:30 مساءً من 7 سبتمبر 2022 تم إطلاق النار على العديد من الأشخاص وقتل شخص واحد على الأقل بعد أن قام رجل يبلغ من العمر 19 عامًا ببث إطلاق نار مباشر في ممفيس تينيسي في الولايات المتحدة. وذكرت الشرطة أنه مسؤول عن «العديد» من حوادث إطلاق النار في أنحاء المدينة. كان المشتبه به يقود سيارة سيدان زرقاء في الأصل لكنه سرق لاحقًا سيارة دفع رباعي رمادية اللون. لاحقًا تأكد مقتل أربعة أشخاص وإصابة ثلاثة آخرون، قام الجاني المتهم ببث إطلاق النار على الهواء مباشرة باستخدام فيسبوك لايف.

## المُنفذ
المشتبه به في إطلاق النار هو حزقيال كيلي 19 عامًا. من خلال فيسبوك لايف يُزعم أن كيلي بث نفسه وهو يدخل متجرًا ويطلق النار على العملاء بداخله. قبل فترة وجيزة من اعتقاله أصيب كيلي بجروح بعد اصطدامه بسيارة دودج تشالنجر مسروقة في وايتهيفن. طُلب من سكان المنطقة الاحتماء في أماكنهم والبقاء في منازلهم قبل القبض على كيلي.